# Стёжки-дорожки
«Стёжки-дорожки» (укр. Стежки-доріжки) — советский художественный фильм, снятый на киностудии имени А. Довженко в 1963 году. Единственный опыт Олега Борисова в качестве кинорежиссёра.
Премьера фильма состоялась 6 апреля 1964 года.

## Сюжет
Роман Калинка (Олег Борисов) выбрал профессию по разнарядке. Окончив бухгалтерские курсы, он приехал по распределению в процветающий колхоз, председатель которого — его дядя, Тимофей Остапович Воронюк (Евгений Весник), и где работает старший бухгалтер Калистрат Калистратович (Борис Бибиков), давно ожидающий возможности уйти на пенсию. Роман — «технарь», инженер. Село с ранее тихим укладом горит от его изобретений и неугомонной энергии.[уточнить] Даже переведённый на тихую должность местного почтальона, Роман на созданном им мотоцикле с ракетным двигателем устраивает погоню, заканчивающуюся в милиции райцентра. Окружающие понимают, что удержать парня в рамках размеренного быта будет трудно. С общего одобрения он уезжает учиться на инженера.

## В ролях
| Актёр             | Роль                                                       |
| ----------------- | ---------------------------------------------------------- |
| Олег Борисов      | бухгалтер Роман Степанович Калинка                         |
| Евгений Весник    | председатель колхоза Тимофей Остапович Воронюк дядя Романа |
| Борис Бибиков     | старший бухгалтер Калистрат Калистратович                  |
| Любовь Стриженова | Оксана возлюбленная Романа                                 |
| Павел Шпрингфельд | почтальон Гаврила Кондратьевич Дудка                       |
| Сергей Шеметило   | начальник пожарной охраны                                  |
| Владимир Гусев    | шофер Сенька                                               |
| Лариса Буркова    | Марина                                                     |
| Николай Яковченко | сторож Архип                                               |

### В эпизодах
| Актёр                 | Роль                      |
| --------------------- | ------------------------- |
| Николай Гринько       | патрульный милиционер     |
| Константин Кульчицкий | пожарный                  |
| А. Клюшин             |                           |
| Маргарита Криницына   | самогонщица               |
| Евгений Моргунов      | патрульный милиционер     |
| Анатолий Папанов      | старший лейтенант милиции |
| Лев Перфилов          | заведующий строительством |
| Сергей Сибель         | колхозник                 |
| Анатолий Юрченко      | Пётр                      |
| Юнона Яковченко       | секретарша                |

### Нет в титрах
- Любовь Комарецкая

## Съёмки
Съёмки фильма велись в Виннице.

## Отзывы
Татьяна Хлоплянкина в журнале «Советский экран» положительно оценила фильм, обнаружив в ней «свежесть атмосферы, очень симпатичных людей и обнадёживающее начало».
Вадим Фролов в журнале «Искусство кино» негативно оценил фильм, назвав его «очевидной неудачей, возвращающей нас к тем самым комедийным лентам, которые вызывают лишь раздражение и досаду за то, что попусту затрачены силы, время и средства».